# Swanetia

Położenie na mapie Gruzji

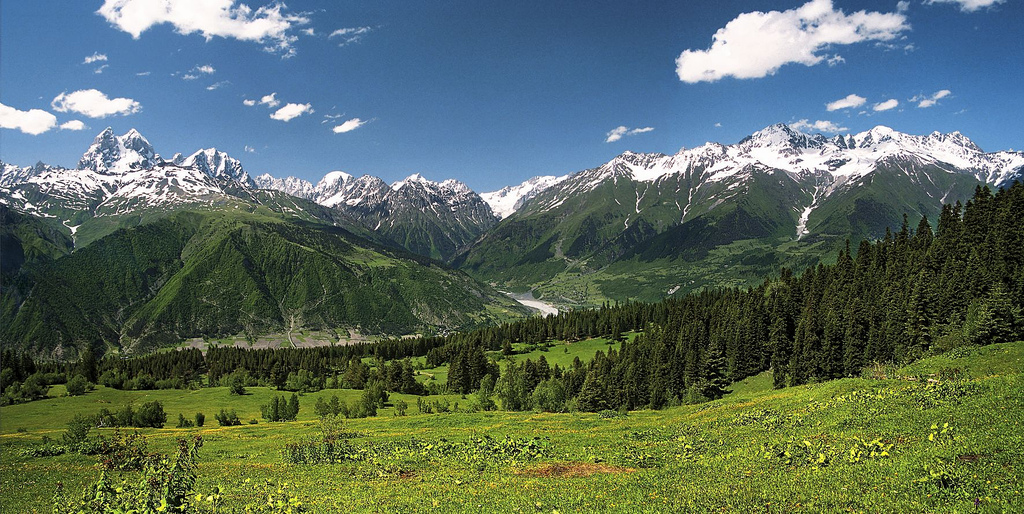
Góry Swaneckie w północno-zachodniej Gruzji

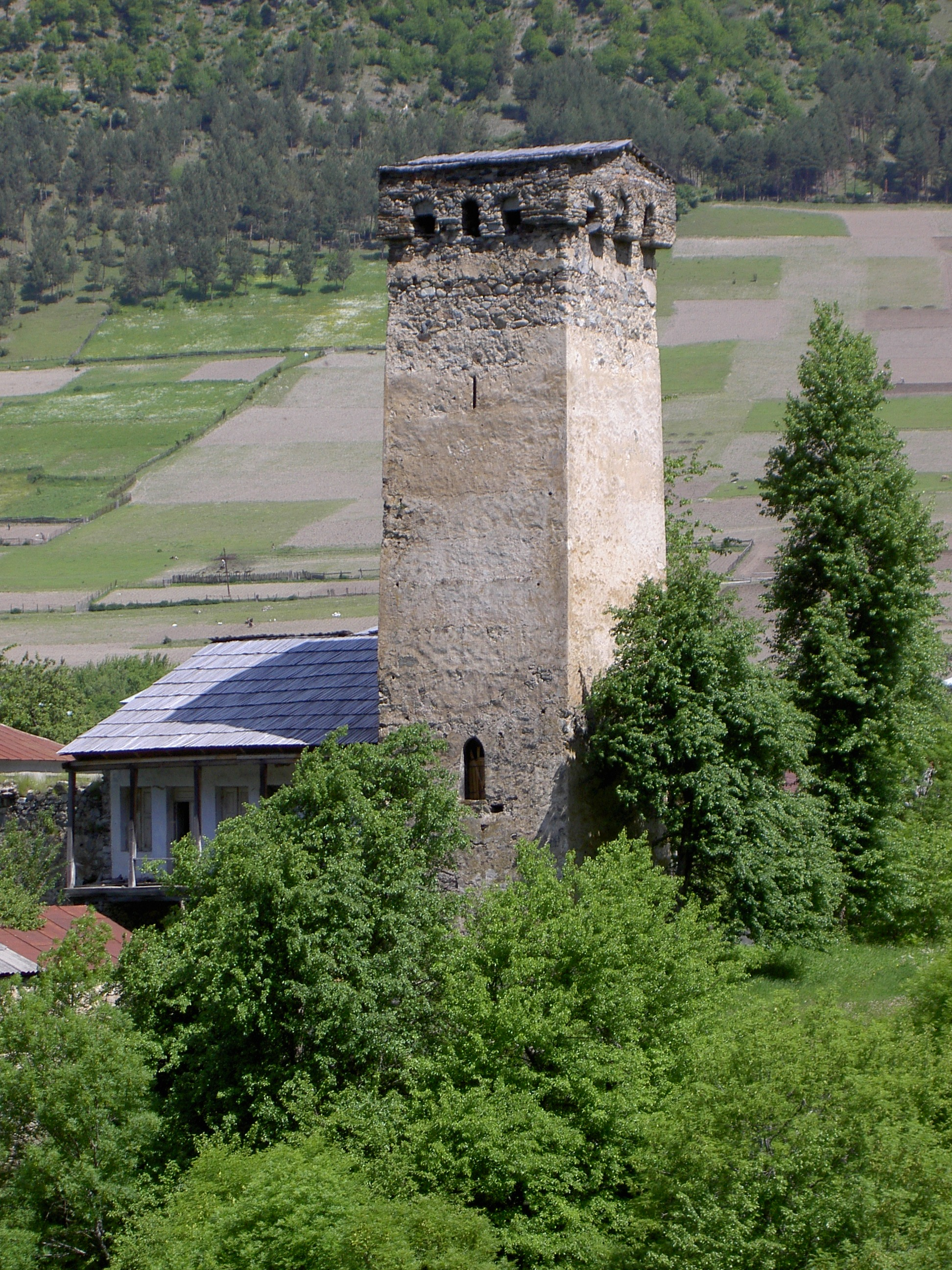
Typowa swanecka wieża obronna

Swanetia (gruz. სვანეთი Swaneti) – wysokogórski region Gruzji.
Region ten dzieli się na Swanetię Dolną (gruz. Kwemo Swaneti) i Górną (gruz. Zemo Swaneti). Granicą tych subregionów jest pasmo Gór Swaneckich (do 4000 m n.p.m.). Stolicą regionu jest Mestia. Inne osady – Uszguli i Lentechi.
Region zamieszkany przez Swanów – grupę posługującą się językiem swańskim, spokrewnionym z językiem gruzińskim. W języku swańskim zachowało się wiele elementów starożytnego języka Gruzinów. Kultura Swanów przez stulecia kształtowała się w izolacji od reszty ziem gruzińskich nabierając silnie regionalnych cech. Charakterystyczną cechą krajobrazu są często jeszcze średniowieczne, wznoszone z kamienia, obronne wieże mieszkalne, które powstawały głównie jako schronienia w sytuacji praktykowania zwyczaju krwawej zemsty rodowej.
W miejscowości Mestia mieści się Muzeum Swaneckie, prezentujące kolekcję unikatowych ikon, manuskryptów, wyrobów ze złota, które ukrywane były na terenie niedostępnej Swanetii podczas najazdów na ziemie gruzińskie.
Region Górnej Swanetii, ze względu na liczne zabytkowe cerkwie i baszty obronne oraz wyjątkową kulturę został wpisany na listę światowego dziedzictwa UNESCO.